# Агата Сицилијска
Света Агата Сицилијска (Катанија/Палермо, 231 — Катанија, 251) хришћанска је мученица из 3. века. Не постоје поуздани историјски извори да је њен живот изгледао као што хришћани данас верују, будући да њена биографија потиче из 6. века.

## Биографија
Агата је рођена у сицилијанском граду Палерму, према неким изворима у Катанији. Потиче из имућне породице. Када је цар Деције Трајан започео гоњење хришћана, Агата је ухваћена и изведена на суд пред судију Квинтијана. Због њене велике лепоте, судија је пожели имати за жену, што јој и предложи. Агата му на то одговори да је она невеста Христова, и да не може бити неверна своме обручнику. Након тога, судија је стави на тешке муке: Агата је била шибана, ругана, везивана уз дрво и бијена до крви. Потом јој судија поново саветовао да се одрекне Христа и да тако избегне даље муке, на што му је она одговорила:
| „ | Ове муке мени су врло корисне, као што пшеница не може доћи у житнице пре него се очисти од плеве, тако ни душа моја не може ући у Рај, ако тело моје најпре не буде скрушено мукама. | ” |

Тада је мучитељ наредио да јој се одсеку груди, па је онда баце у тамницу. У истој тамници у Катанији, је 251. године умрла.
Православна црква слави је 5. фебруара по црквеном, а 18. фебруара по грегоријанском календару.

## Галерија
- Свети Петар исцељује св. Агату, слика једног од Каравађиста, (1916).
- Празник св. Агате у Катанији, фотографија из 1915.
- Сахрана св. Агате, Ђулио Кампи, (1537).
- Света Агата носи своје одсечене груди на послужавнику, Пјеро дела Франческа.
- Скулптура св. Агате.